# Província de Kénitra
La província de Kénitra (en àrab إقليم القنيطرة, iqlīm al-Qanīṭra; en amazic ⵜⴰⵙⴳⴰ ⵏ ⵇⵏⵉⵟⵕⴰ) és una de les províncies del Marroc, fins 2015 part de la regió de Gharb-Chrarda-Béni Hssen i actualment de la de Rabat-Salé-Kenitra. Té una superfície de 3.253 km² i 1.061.435 habitants censats en 2004. La capital és Kénitra. En 2009 va perdre part del seu territori per formar la nova província de Sidi Slimane.

## Demografia
| 979.210                          | 1.167.301 | 1.061.435 |
| 1994, 2004, 2014 : cense oficial |           |           |

## Divisió administrativa
La província de Kénitra consta de 3 municipis i 17 comunes:
| Nom                 | Codi geogràfic | Tipus        | Llars   | Població (2004) | Estrangers | Nacionals | Notes                                                                                             |
| ------------------- | -------------- | ------------ | ------- | --------------- | ---------- | --------- | ------------------------------------------------------------------------------------------------- |
| Kénitra             | 281.01.01.     | Municipi     | 102,177 | 431,282         | 1,587      | 429,695   | Capital                                                                                           |
| Mehdya              | 281.01.05.     | Municipi     | 6,653   | 28,636          | 74         | 28,562    |                                                                                                   |
| Souk El Arbaa       | 281.01.11.     | Municipi     | 14,268  | 69,265          | 28         | 69,237    |                                                                                                   |
| Ameur Seflia        | 281.03.01.     | Comuna rural | 4,882   | 28,540          | 5          | 28,535    |                                                                                                   |
| Haddada             | 281.03.05.     | Comuna rural | 2,758   | 15,898          | 3          | 15,895    |                                                                                                   |
| Mnasra              | 281.05.07.     | Comuna rural | 5,360   | 34,429          | 2          | 34,427    |                                                                                                   |
| Oulad Slama         | 281.03.11.     | Comuna rural | 3,135   | 19,488          | 11         | 19,477    |                                                                                                   |
| Sidi Taibi          | 281.03.13.     | Comuna rural | 11,518  | 53,449          | 7          | 53,442    |                                                                                                   |
| Ben Mansour         | 281.05.03.     | Comuna rural | 6,698   | 43,822          | 4          | 43,818    |                                                                                                   |
| Mograne             | 281.05.09.     | Comuna rural | 5,260   | 31,292          | 2          | 31,290    |                                                                                                   |
| Arbaoua             | 281.07.01.     | Comuna rural | 6,023   | 32,690          | 0          | 32,690    | 3,050 residents viuen al centre, anomenat Arbaoua; 29,640 viuen en zones rurals.                  |
| Beni Malek          | 281.07.03.     | Comuna rural | 4,306   | 26,098          | 2          | 26,096    |                                                                                                   |
| Kariat Ben Aouda    | 281.07.05.     | Comuna rural | 1,924   | 11,087          | 1          | 11,086    |                                                                                                   |
| Oued El Makhazine   | 281.07.07.     | Comuna rural | 1,606   | 7,266           | 0          | 7,266     |                                                                                                   |
| Bahhara Oulad Ayad  | 281.09.01.     | Comuna rural | 5,297   | 31,860          | 0          | 31,860    |                                                                                                   |
| Sidi Allal Tazi     | 281.09.09.     | Comuna rural | 3,098   | 18,055          | 0          | 18,055    | 4,870 residents viuen al centre, anomenat Sidi Allal Tazi; 13,185 viuen en zones rurals.          |
| Sidi Mohamed Lahmar | 281.09.13.     | Comuna rural | 6,358   | 42,637          | 3          | 342,634   |                                                                                                   |
| Souk Tlet El Gharb  | 281.09.15.     | Comuna rural | 3,614   | 22,554          | 3          | 22,551    |                                                                                                   |
| Chouafaa            | 281.11.03.     | Comuna rural | 3,072   | 18,436          | 2          | 18,432    |                                                                                                   |
| Lalla Mimouna       | 281.11.05.     | Comuna rural | 5,309   | 29,479          | 0          | 2,479     | 15,767 residents viuen al centre, anomenat Lalla Mimouna; 13,712 residents viuen en zones rurals. |
| Moulay Bousselham   | 281.11.07.     | Comuna rural | 5,026   | 26,608          | 63         | 26,545    | 7,372 residents viuen al centre, anomenat Moulay Bousselham; 19,236 viuen en zones rurals.        |
| Sidi Boubker El Haj | 281.11.11.     | Comuna rural | 3,149   | 19,327          | 13         | 19,314    |                                                                                                   |